# Tramlijn Oostburg - Cadzand
De Tramlijn Oostburg - Cadzand, was een tramlijn op meterspoor in Zeeuws-Vlaanderen. Vanuit Oostburg liep de lijn via Zuidzande naar Cadzand.

## Geschiedenis
De lijn werd in 1912 geopend door de Stoomtram-Maatschappij Breskens - Maldeghem. Vanaf 1 augustus 1948 werd het reizigersvervoer gestaakt, in september 1949 werd ook het goederenvervoer stilgelegd en de lijn opgebroken.